# مون شيري
مون شيري هي أحد منتوجات الشوكولاتة التي تنتجها شركة فيريرو الإيطالية منذ 1956.

## التاريخ
ظهر الثنائي شيري لأول مرة قي إيطاليا سنة 1956.تم إنتاجها و تسويقها في فرنسا بالضبط في مصنع فرنسي يسمى (بالفرنسية: Villers-Écalles)‏.و من ثم تم تسويقها إلى بريطانيا سنة 1960 و إلى ألمانيا سنة 1961.و في سنة 1978 تم إيقاف الإنتاج و التسويق في فرنسا.

## الإنتاج
يتم إنتاج مون شيري من مصنع فيريرو شتاتالندورف في ألمانيا.
تتكون شوكولاتة مون شيري من طبقتين الشوكولاتة الداكنة محشوة بمربى الكرز.و يتم تغليف الشوكولاته كل واحدة على حدة في غلاف من الألومينيوم ملونة و يتم و ضعها في علبة ملونة .
في بداية عقد 1980 أنتجت نسخة من المكسرات كالبندق واللوز.